# Colletes squamosus
Colletes squamosus là một loài Hymenoptera trong họ Colletidae. Loài này được Morawitz mô tả khoa học năm 1878.